# Uliodon
Genre
Uliodon est un genre d'araignées aranéomorphes de la famille des Zoropsidae.

## Distribution
Les espèces de ce genre sont endémiques de Nouvelle-Zélande.

## Liste des espèces
Selon World Spider Catalog (version 24.5, 04/11/2023) :
- Uliodon albopunctatus L. Koch, 1873
- Uliodon cervinus L. Koch, 1873
- Uliodon frenatus (L. Koch, 1873)

## Systématique et taxinomie
Ce genre a été décrit par L. Koch en 1873. Il est placé dans les Miturgidae par Lehtinen en 1967 puis dans les Zoropsidae par Raven et Stumkat en 2003.

## Publication originale
- L. Koch, 1873 : Die Arachniden Australiens, nach der Natur beschrieben und abgebildet. Nürnberg, vol. 1, p. 369-472 (texte intégral).